# Fritz Schwab
Pour les articles homonymes, voir Schwab.
Erich Arthur Fritz Schwab, né le 31 décembre 1919 et mort le 24 novembre 2006, est un ancien un athlète suisse qui pratiquait la marche. Il a été champion d'Europe sur 10 km et a remporté deux médailles olympiques.
Son père Arthur Tell Schwab fut également un marcheur de haut niveau avant la Seconde Guerre mondiale.

## Palmarès

### Jeux olympiques
- Jeux olympiques d'été de 1948 à Londres ( Royaume-Uni)
  -  Médaille de bronze sur 10 km marche
- Jeux olympiques d'été de 1952 à Helsinki ( Finlande)
  -  Médaille d'argent sur 10 km marche

### Championnats d'Europe d'athlétisme
- Championnats d'Europe d'athlétisme de 1946 à Oslo ( Norvège)
  -  Médaille d'argent sur 10 km marche
- Championnats d'Europe d'athlétisme de 1950 à Bruxelles ( Belgique)
  -  Médaille d'or sur 10 km marche
- Championnats d'Europe d'athlétisme de 1954 à Berne ( Suisse)
  - 8e sur 10 km marche